# Brecie

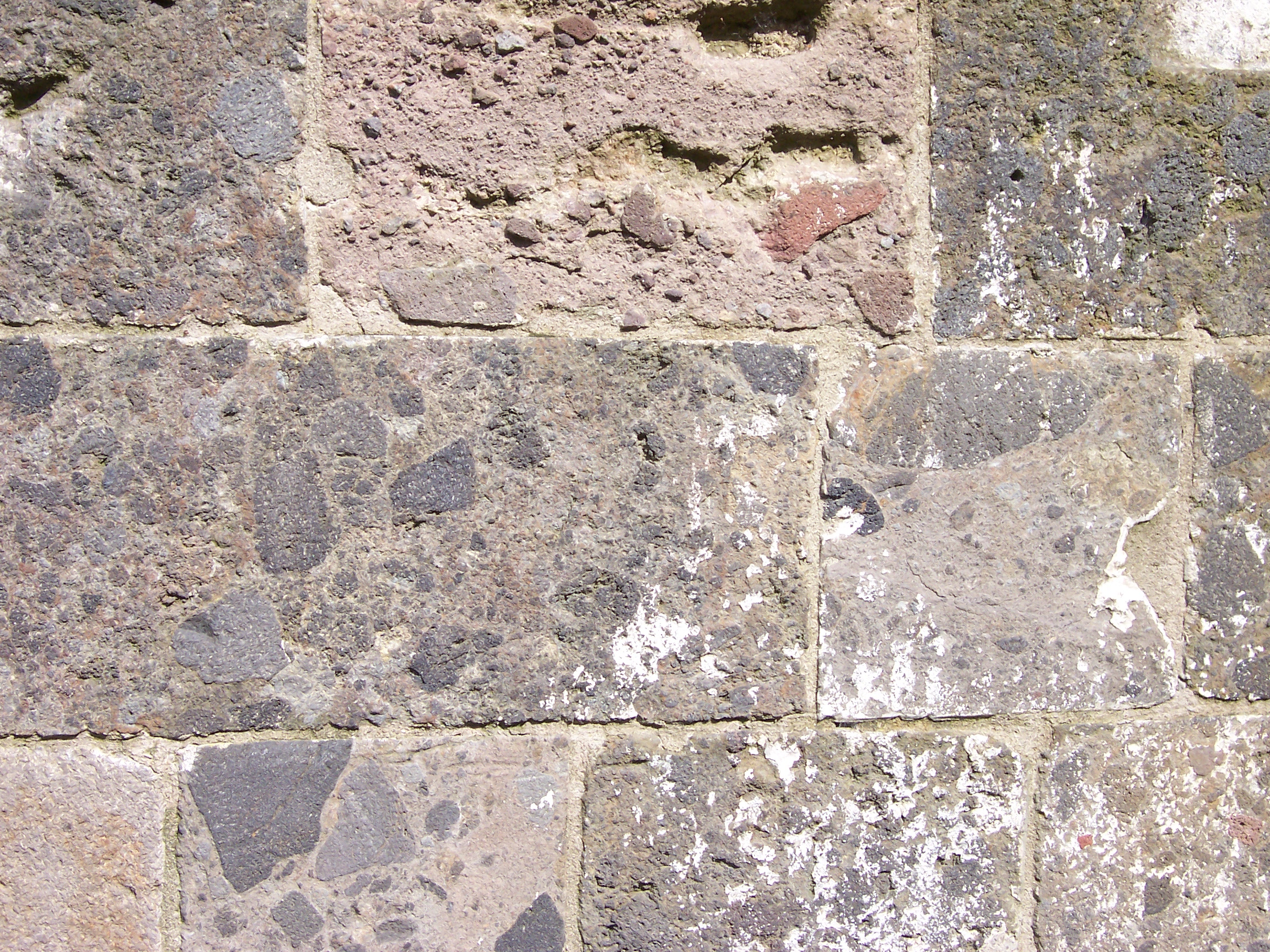
Zid din blocuri de brecie

Brecie (din italiană breccia = pietriș) se numește o rocă sedimentară tare, constituită din fragmente de minerale sau de roci colțuroase de dimensiuni mari și ciment de natură sedimentară sau eruptivă, o  rocă detritică rezultată prin cimentarea grohotișurilor, a sfărâmăturilor altor roci dure. 
Brecia este o rocă clastică măcinată în bucăți mari, compusă din fragmente unghiulare rupte, unite cu ajutorul unui ciment mineral într-o matrice fin granulată. Ea poate să rezulte din acumulări în taluz sau procese de detonare pirogene, căderi de rocă sau dizlocare. 